# Delton Capozzi
Delton Capozzi (nascido em São Paulo, ) é um professor universitário, autor de livros didáticos, escultor e velejador. Formado em educação artística pela Faculdade de Belas Artes de São Paulo em 1972, é experto em desenho técnico e geometria descritiva.

## Biografia
Filho de Antonio Capozzi, que foi um soldado brasileiro da segunda guerra mundial (observador avançado que orientava os disparos dos canhões na frente da infantaria), Delton Capozzi guardou os registros do pai, juntamente com outras lembranças da guerra, como munição, medalhas, fotografias e até uma arma dos nazistas.
Em 1974 foi à Europa, especializar-se em Educação Moderna na Universidade de Madri.
Como arte-educador, leciona desenho geométrico, geometria descritiva e perspectiva, no Centro Universitário Belas Artes de São Paulo, desde 1976.
Depois de mudar-se de São Paulo para Caraguatatuba, tornou-se conselheiro, no biênio 2011-2013, do Centro de Vela de Caraguatatuba do Mar Atlântico (CVCMA), com a patente de vice comodoro.
Em 2012 foi considerado notável, pela Belas Artes de São Paulo.

## Análises acadêmicas
Em 1999, a tese de doutorado Estratégias de aplicação do Segmento Áureo no Design, apresentada na Universidade Presbiteriana Mackenzie, se baseava em ideias de Capozzi. Nos agradecimentos a autora escreveu: "Ao emérito prof. Delton Capozzi pela visão à frente do tempo e pelo delineamento das partes mais criativas da pesquisa."

## Livros técnicos
É extensa a lista de livros didáticos escritos por Delton Capozzi em parceria com diversos autores, como: Célio Rosa, Arnaldo de Souza Cardoso, Marina Sani Marques Oliveira entre outros. Suas obras servem de bibliografia básica e complementar em cursos de graduação de todo país.
- Desenho Técnico v. 2, Editora Plêiade (2001)[13]
- Desenho Técnico v. 1, Editora FTD (1982)[6]
- Geometria Descritiva, v. 2, Editora FTD (1981),[6] entre outros.

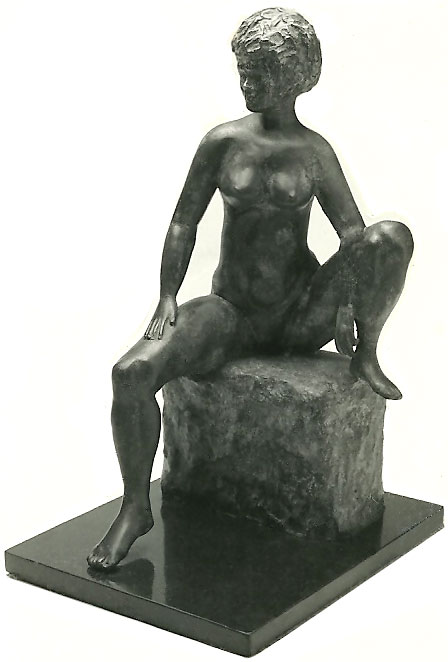
Mulher sobre a pedra. Escultura em bronze (1988).